# 吳一本
吳一本（？—？），字仲立，湖廣沔陽衛人，軍籍，明朝政治人物。

## 生平
嘉靖二十八年（1549年）己酉科湖廣鄉試第七十名舉人。嘉靖四十一年（1562年）中式壬戌科會試第二百四名，三甲第二十九名進士。授吴江县知县，隆慶二年（1568年）二月由兵部员外郎升任山西僉事，四年四月調任山東，整饬天津兵备，五年二月升布政司右參議，照旧管事。

## 家族
曾祖吳選；祖父吳經；父吳憲，教諭。母楊氏；繼母向氏。具慶下。